# Pål Trulsen
Pål Trulsen (* 19. April 1962 in Drøbak) ist ein norwegischer Curler und Olympiasieger.
1980 und 1981 nahm Trulsen an den Juniorenweltmeisterschaften teil, konnte sich jedoch nicht für das Halbfinale qualifizieren. Nachdem er an den Europameisterschaften 1981 und 1982 teilgenommen hatte, kehrte er in die Juniorenkategorie zurück und gewann an der Juniorenweltmeisterschaft 1983 die Silbermedaille.
Es dauerte über neun Jahre, bis Trulsen wieder an die Weltspitze vorstoßen konnte. Bei den Olympischen Winterspielen 1992 in Albertville wurde er nach der Finalniederlage gegen das Schweizer Team von Urs Dick Zweiter. Die gewonnene Silbermedaille besitzt aber keinen offiziellen Status, da Curling damals noch Demonstrationssportart war.
An den Weltmeisterschaften von 1993, 1997, 1999 und 2000 nahm Trulsen teil, ging aber leer aus. An der Weltmeisterschaft 2001 in Lausanne gewann er die Bronzemedaille. Ein Jahr später, bei den Olympischen Winterspielen 2002 in Salt Lake City, schlug die norwegische Mannschaft im Finale die favorisierten Kanadier mit Skip Kevin Martin und Trulsen wurde Olympiasieger.
Es folgten ein zweiter Platz an der WM 2002 in Bismarck, ein dritter Platz an der WM 2003 in Winnipeg und ein dritter Platz an der Europameisterschaft 2004 in Sofia. An der EM 2005 in Garmisch-Partenkirchen bezwangen die Norweger im Finale die schwedische Mannschaft mit Skip Peter Lindholm und Trulsen wurde Europameister.
Trulsen hat angedeutet, dass er nach den Olympischen Winterspielen 2006 zurücktreten wird. Bei diesem Turnier konnte er sich nicht für das Halbfinale qualifizieren.
Trulsen ist der Schwager von Curling-Olympiasieger Lars Vågberg.

## Erfolge
- 1. Platz Olympische Winterspiele 2002
- 1. Platz Europameisterschaft 2005
- 2. Platz Olympische Winterspiele 1992 (Demonstrationswettbewerb)
- 2. Platz Weltmeisterschaft 2002
- 2. Platz Juniorenweltmeisterschaft 1983
- 3. Platz Weltmeisterschaft 2001, 2003
- 3. Platz Europameisterschaft 2004